# Bradley Gunter
Bradley Robert Gunter (ur. 5 grudnia 1993 w Comox Valley) – kanadyjski siatkarz, grający na pozycji atakującego, reprezentant Kanady. 

## Sukcesy klubowe
Canada West Men's Volleyball:
- 2014

Schenker League:
- 2017

Liga estońska:
- 2017

Puchar Polski:
- 2018[3]

Liga polska:
- 2018

Puchar Bułgarii:
- 2019, 2020, 2022[4]

Liga bułgarska:
- 2021, 2022[5]
- 2019, 2020

Superpuchar Bułgarii:
- 2019, 2021

## Sukcesy reprezentacyjne
Puchar Panamerykański:
- 2016

Mistrzostwa Ameryki Północnej, Środkowej i Karaibów:
- 2017

## Nagrody indywidualne
- 2014: MVP Canada West Men's Volleyball w sezonie 2013/201